# Zuzwil (Sankt Gallen)
Zuzwil és un municipi del cantó de Sankt Gallen (Suïssa), situat al districte de Wil.